# Ixora brachypogon
Ixora brachypogon är en måreväxtart som beskrevs av Cornelis Eliza Bertus Bremekamp. Ixora brachypogon ingår i släktet Ixora och familjen måreväxter. Inga underarter finns listade i Catalogue of Life.